# Samsung SM7
Pour les autres sujets connus sous le nom abrégé de Samsung, voir Samsung.
 (juin 2024).

## Première génération
La SM7 de première génération est basée sur la Nissan Teana. Elle est produite de 2004 à 2011.

## Deuxième génération
La Samsung SM7 de Renault Samsung Motors est produite depuis 2011 sur les mêmes chaines de montage à Busan, en Corée du Sud que la Renault Talisman. Cette nouvelle génération de SM7 est basée sur une version allongée de la troisième génération de Renault Samsung SM5 (L43) et elle reprend le tableau de bord de la Renault Latitude.
Sa production cesse en 2019.